# Rezerwat przyrody Panieńska Góra
Rezerwat przyrody Panieńska Góra – florystyczny rezerwat przyrody na terenie miejscowości Wielka Wieś i Milówka w gminie Wojnicz, powiecie tarnowskim, województwie małopolskim. Znajduje się na wzgórzu Panieńska Góra (326 m n.p.m.) na obszarze Pogórza Wiśnickiego. Stanowi własność Lasów Państwowych (leśnictwo Melsztyn, Nadleśnictwo Brzesko).
Rezerwat został utworzony w 2003 roku na powierzchni 63,23 ha w celu ochrony dwóch gatunków rzadkich w Polsce storczyków: storczyka bladego i storczyka purpurowego. Na terenie rezerwatu znajdują się także pozostałości zamku Trzewlin.
Panieńska Góra obecnie jest całkowicie porośnięta lasem. Do lat 70. XX wieku była jednak bardziej bezleśna, dużą część jej stoków zajmowały pola uprawne, wśród których występowały ciepłolubne murawy kserotermiczne. Zaniechanie uprawy pól i wypasu spowodowało zarośnięcie stoków lasem i wyginięcie wielu gatunków roślin ciepłolubnych. Flora Panieńskiej Góry stała się znacznie uboższa. Zniknęły dawniej tu występujące gatunki: róża francuska, róża rdzawa i róża polna, jarząb brekinia, dziewięćsił pośredni, pępawa różyczkolistna, ostrzeń pospolity, zaraza czerwonawa, jaskier bulwkowy, czyściec kosmaty, przetacznik pagórkowy, czyściec prosty.
Przeprowadzona w 1999 r. inwentaryzacja terenu przyszłego rezerwatu „Panieńska Góra” wykazała, że występują tutaj 273 gatunki roślin naczyniowych, 22 gatunki mchów i 3 gatunki wątrobowców. Z dawniej występujących gatunków roślin ciepłolubnych pozostało tylko 26, głównie tych mniej światłolubnych. Potwierdzono występowanie storczyka bladego i storczyka purpurowego. Storczyk purpurowy rośnie tutaj w świetlistych obszarach grądu oraz w murawie kserotermicznej na obrzeżach lasu. Storczyk blady jest częstszy i rośnie niemal na całym obszarze rezerwatu.
W rezerwacie rosną 22 gatunki roślin chronionych. Oprócz storczyka bladego i purpurowego są to m.in.: buławnik wielkokwiatowy (Cephalanthera damasonium), buławnik mieczolistny (Cephalanthera longifolia), listera jajowata (Listera ovata), kruszczyk szerokolistny (Epipactis helleborine), podkolan zielonawy (Platanthera chlorantha), gnieźnik leśny (Neottia nidus-avis), orlik pospolity (Aquilegia vulgaris), parzydło leśne (Aruncus dioicus), wawrzynek wilczełyko (Daphne mezereum), naparstnica zwyczajna (Digitalis grandiflora), skrzyp olbrzymi (Equisetum telmateia), lilia złotogłów (Lilium martagon) i bluszcz pospolity (Hedera helix).
W rezerwacie występuje aż 17 gatunków roślin górskich, które spotyka się w miejscach chłodniejszych, bardziej wilgotnych i zacienionych. Należą do nich np. turzyca zwisła, skrzyp olbrzymi, lepiężnik biały i kokoryczka okółkowa. Występuje także pewna liczba gatunków obcego pochodzenia i synantropijnych. Są one pozostałością dawnych upraw lub przedostały się obecnie do lasu z otaczających go terenów. Są to np. niecierpek drobnokwiatowy, szczawik żółty, nawłoć późna i inne.
Przez teren rezerwatu prowadzi znakowany szlak turystyczny z Wojnicza. Od Wielkiej Wsi zatacza pętlę stokami Panieńskiej Góry.